# Шрейдер Єгор Єгорович
Єго́р Єго́рович Шре́йдер (нар. 1844, Херсон — пом. 1922) — український живописець.

## Біографія
Народився 1844 рокув Херсоні. У 1868—1870 роках — вільний слухач Петербурзької академії мистецтв. Від 1870 року жив у Харкові, де мав приватну художню студію. У студії Шрейдера навчались Георгій Семенович Верейський, Ольга Людвігівна Дела-Вос-Кардовська.
1872 року отримав малу заохочувальну медаль, 1874 року — звання класного художника ІІІ ступеня з пейзажного живопису. Учасник Харківського товариства поціновувачів красних мистецтв. 1907 року запатентував власну оригінальну електромеханічну набірну машину, яка давала можливість набирати текст різними шрифтами сімома мовами. 
Помер 1922 року.

## Творчість
Працював у галузі пейзажного жанру: «Біля річки» (1882, Харківський художній музей) та інше.
Твори зберігаються в Харькіському художньому музеї, фондах Харківської державної академії дизайну і мистецтва, Російському музеї та приватних збірках.